# Moustapha Sadek al-Rafi'i
Mustafa Sadiq Al-Rafi'i est un poète arabe d'origine Égyptienne, né en Égypte en janvier 1880, et décédé en mai 1937.

## Biographie
Autodidacte, il est devenu, malgré son handicap (il était devenu sourd après avoir eu la fièvre typhoïde), l'un des poètes arabes les plus célèbres du début du XXe siècle. Il a en outre été nommé en 1926 poète attitré du Roi Fouad. Il a composé les paroles de l'hymne égyptien Islami Ya Misr, en vigueur entre 1923 et 1936. Les paroles de l'hymne national tunisien actuel sont en grande partie l'œuvre d'Al-Rafi'i. Il est mort dans la ville de Tanta où il travaillait comme fonctionnaire de l'État.